# Martin Nordberg
Martin Nordberg var den första trummisen i det svenska punkbandet Charta 77.
Han hoppade av för sina studiers skull och bildade i den vevan tillsammans med Per "Ärtan" la Fontaine bandet Flowers of Evil. De spelade ihop i ett par år, bland annat i Köping och i Eskilstuna tillsammans med inkallade basisten Jesper "Jeppe" Eklöw. De spelade in två låtar till en samlings-LP. Ärtan lämnade Flowers of Evil för att flytta till Umeå. Martin Nordberg fortsatte dock spela i bandet efter att ha rekrytera nya medlemmar. Ett antal nya spelningar och ett par demo-taper blev resultatet. Flowers Of Evil är inte officiellt upplöst men har inte varit aktiva sedan mitten av nittiotalet. 
Nordberg började sin karriär som journalist som reporter på herrtidningen Aktuell Rapport, där han bland annat gjorde den klassiska intervjun med den legendariska punk-fanzinet Sika Äpärä.